# Doleschallia
Doleschallia é um gênero de insetos da ordem Lepidoptera, família Nymphalidae e subfamília Nymphalinae, contendo espécies de "borboleta-folha" nativas da região indo-malaia, Melanésia e Austrália; sendo proposto por C. Felder & R. Felder em 1860, após a classificação de Papilio bisaltide por Cramer, em 1777; atualmente denominado Doleschallia bisaltide e sendo a borboleta com maior distribuição geográfica em Doleschallia, além de sua espécie-tipo; com vista superior de coloração predominante alaranjada (ao abóbora e vermelho - como Doleschallia dascon - em outras espécies) e apresentando as suas asas com o formato perfeito das folhas secas, nos revelando, por baixo, sua grande semelhança para camuflagem; além de conter discretos ocelos. Pouco dimorfismo sexual entre macho e fêmea. Suas lagartas se alimentam principalmente de plantas da família Acanthaceae.

A região indo-malaia é o habitat de D. polibete e D. bisaltide; até o nordeste da Austrália.[1]
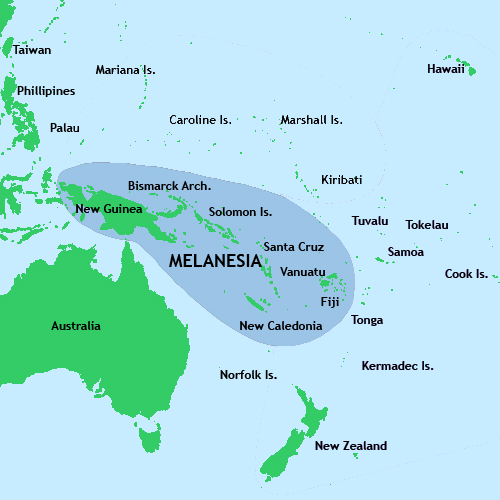
O restante do gênero Doleschallia se encontra na Melanésia.
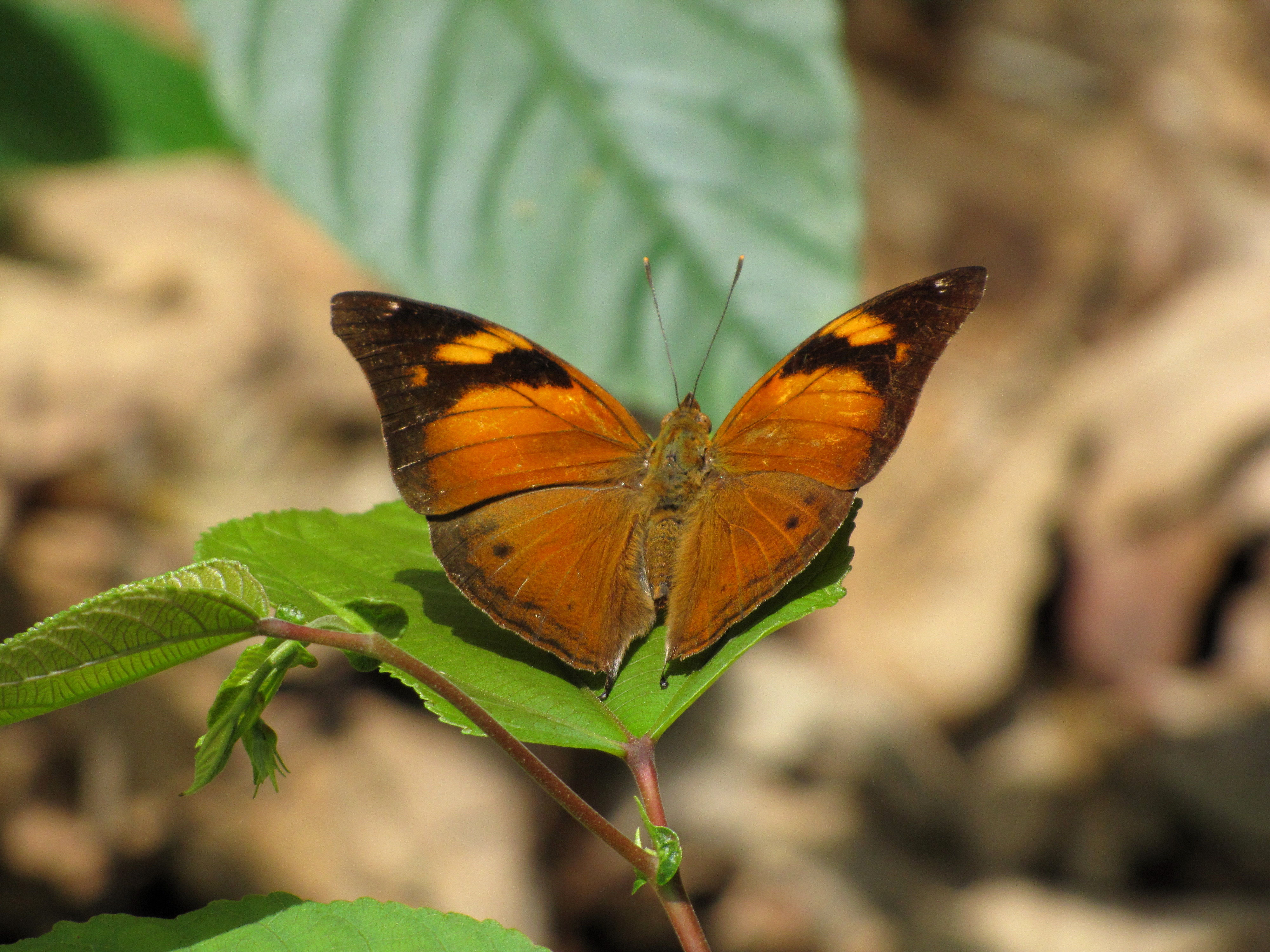
Vista superior de D. bisaltide pousada em seu habitat; fotografia tirada na Índia.

## Habitat, hábitos e alimentação
Borboletas Doleschallia voam em floresta primária e secundária entre altitudes que vão do nível médio do mar a mais de 1.000 metros. Adultos têm voo forte, direto e muito rápido; encontrados isoladamente em estradas, clareiras e pedreiras em áreas florestais; com machos podendo ser avistados a absorver umidade mineralizada da areia e de rochas nas margens de rios e de florestas; além de absorver néctar de flores.

## Espécies, distribuição e nomenclatura vernácula inglesa
De acordo com Markku Savela
- Doleschallia bisaltide (Cramer, [1777]) Espécie-tipo: Autumn Leaf - Sri Lanka até Austrália
- Doleschallia browni Salvin & Godman, 1877 - Papua-Nova Guiné (ilhas do Duque de Iorque)
- Doleschallia comrii Godman & Salvin, 1878 - Nova Guiné
- Doleschallia dascon Godman & Salvin, 1880 - Nova Guiné
- Doleschallia dascylus Godman & Salvin, 1880 - Nova Guiné
- Doleschallia hexophthalmos (Gmelin, 1790) - Melanésia
- Doleschallia melana Staudinger, 1886 - ilhas Molucas
- Doleschallia nacar (Boisduval, 1832) - Papua e Papua-Nova Guiné
- Doleschallia noorna Grose-Smith & Kirby, 1893 - Papua e Papua-Nova Guiné, ilhas Trobriand
- Doleschallia polibete (Cramer, [1779]) Australian Leafwing - Indonésia
- Doleschallia rickardi Grose-Smith, 1890 - Papua-Nova Guiné (Arquipélago de Bismarck)
- Doleschallia tongana Hopkins, 1927 - Tonga, Fiji